# Na černo
Na černo (v originále Tout simplement noir) je francouzský hraný film z roku 2020, který režírovali Jean-Pascal Zadi a John Wax. Snímek měl premiéru dne 8. července 2020.

## Děj
JP, neúspěšný herec, čtyřicátník, rozvíjí myšlenku uspořádat v Paříži velký pochod černochů na protest proti nedostatečnému zastoupení černochů ve společnosti a v médiích. Na podporu tohoto projektu se snaží setkat s vlivnými osobnostmi z černošské komunity, jako jsou komici Fary a Éric Judor, rappeři Soprano a JoeyStarr a bývalý fotbalista Vikash Dhorasoo, stejně jako aktivistické skupiny jako je Brigade anti-nérophobie.
Rychle si uvědomí, že mnoho černochů, i když se zpočátku drží jeho myšlenky, má velmi odlišné představy o své identitě, zejména kvůli svým osobním zkušenostem a svému africkému, karibskému nebo míšenskému původu. Je obtížné definovat, co znamená černoch a kdo je "dost černý", aby se mohl zúčastnit tohoto pochodu. Postupně také zjišťuje, že ho Fary podporuje pouze z osobního zájmu, aby si po kontroverzi očistil svou pověst. Afrofeministky ho žádají, aby otevřel svůj pochod černošským ženám, a k jeho pochodu se také chtějí připojit Arabové a Židé. JP udělá mnoho chyb, které odcizí některé jeho příznivce.
Zároveň se nadále účastní castingů v naději, že rozjede svou hereckou kariéru, ale stále mu jsou nabízeny velmi stereotypní role. Fary mu nakonec nabídne hlavní roli ve filmu, který plánuje režírovat.
Pochod nakonec přiláká jen malý počet účastníků, ale pro JP je to velká životní zkušenost.

## Obsazení
| Jean-Pascal Zadi     | JP                            |
| Fary                 | sám sebe                      |
| Caroline Anglade     | Camille                       |
| Claudia Tagbo        | sama sebe                     |
| JoeyStarr            | sám sebe                      |
| Vikash Dhorasoo      | sám sebe                      |
| Kareen Guiock        | sám sebe                      |
| Fabrice Éboué        | sám sebe                      |
| Lucien Jean-Baptiste | sám sebe                      |
| Éric Judor           | sám sebe                      |
| Fadily Camara        | sama sebe                     |
| Ramzy Bedia          | sám sebe                      |
| Rachid Djaïdani      | sám sebe                      |
| Melha Bedia          | sama sebe                     |
| Amelle Chahbi        | sama sebe                     |
| Jonathan Cohen       | sám sebe                      |
| Augustin Trapenard   | sám sebe                      |
| Mathieu Kassovitz    | sám sebe                      |
| Soprano              | sám sebe                      |
| Omar Sy              | sám sebe                      |
| Stéfi Celma          | sama sebe                     |
| Ahmed Sylla          | sám sebe                      |
| Moussa Mansaly       | trenér boxu                   |
| Eriq Ebouaney        | otec mladého boxera           |
| Doudou Masta         | člen Brigade anti-négrophobie |

## Ocenění
- César: nejslibnější herec  (Jean-Pascal Zadi); nominace v kategorii nejlepší filmový debut (Jean-Pascal Zadi)